# Boreča
Boreča este o localitate din comuna Gornji Petrovci, Slovenia, cu o populație de 106 locuitori.